# الجامعة التقنية في فيينا
الجامعة التقنية في فيينا (بالإنجليزية: TU Wien)‏ هي جامعة، وجامعة عامة، وممتلكات ثقافية، ومعهد التكنولوجيا، تأسست في 1815، في النمسا، وكان مؤسسها هو فرانسيس الثاني، وهي عضوة في Top Industrial Managers for Europe ‏، بلغ عدد طلابها 29341 في 28 فبراير 2017.

## أعلام
- فكتور كابلان